# نیویورک پلازا ۱
نیویورک پلازا ۱ یک آسمان‌خراش واقع در ایالت نیویورک، ایالات متحده آمریکا می‌باشد. ساخت و ساز این ساختمان ۱۹۶۷ شروع شد و ۱۹۶۹ به پایان رسید. مساحت زیربنای آن ۲٬۵۸۷٬۰۰۰ فوت مربع (۲۴۰٬۳۰۰ متر مربع)، تعداد طبقاتش ۵۰ است.